# Bestattung von Diana, Princess of Wales

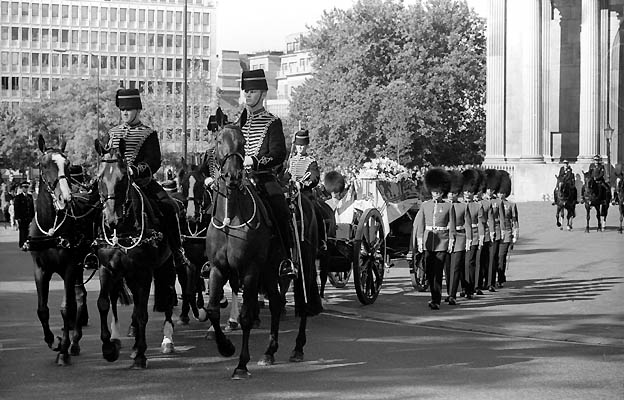
Der Trauerzug passiert den Wellington Arch am Hyde Park Corner.

Die öffentliche Bestattung von Diana, Princess of Wales begann am Samstag, den 6. September 1997, um 9:08 BST in London mit dem Läuten der Totenglocke, was den Aufbruch des Trauerzuges vom Kensington Palace aus signalisierte. Von dort aus wurde der Sarg zunächst auf einer Lafette den Hyde Park entlang zum St James’s Palace gebracht, wo sich unter anderem Dianas Familie dem Trauerzug anschloss. Im St James’s Palace war Diana fünf Tage lang aufgebahrt worden, bevor sie zum Kensington Palace gebracht wurde. Die Union Flag über dem Buckingham Palace wurde auf halbmast gesetzt. Der Trauergottesdienst fand in der Westminster Abbey in London statt und das Begräbnis endete mit der Beisetzung Dianas in Althorp, dem Stammsitz der Familie Spencer.
Zweitausend Personen wohnten dem Gottesdienst in Westminster Abbey bei, und die Einschaltquote im britischen Fernsehen lag bei bis zu 32,1 Millionen Zuschauern. Sie war damit eine der bis dahin höchsten jemals im Vereinigten Königreich gemessenen Zuschauerzahlen. Zwei Milliarden Menschen verfolgten das Ereignis weltweit; damit ist es eines der meistgesehenen Fernsehereignisse der Geschichte.

## Hintergrund
Am 31. August 1997 hatten Charles, Prince of Wales, ihr ehemaliger Ehemann, und ihre beiden Schwestern Diana vom Hôpital Pitié-Salpêtrière über den Militärflugplatz Villacoublay in Paris nach London überführt. Hierzu wurde ein offizieller protokollarischer Ablauf aus den 1980er Jahren in Gang gesetzt, der die Überführung eines im Ausland verstorbenen Mitglieds der königlichen Familie zurück nach London regelt. Nachdem Dianas Sarg zu einer privaten Totenhalle gebracht worden war, folgte die Aufbahrung in der Chapel Royal im St James’s Palace. Am Freitagabend wurde er zum Kensington Palace gebracht, da zwei Millionen Menschen zur Trauerfeier erwartet wurden und sich die Wegstrecke hierdurch verlängern sollte.

## Trauerfeier

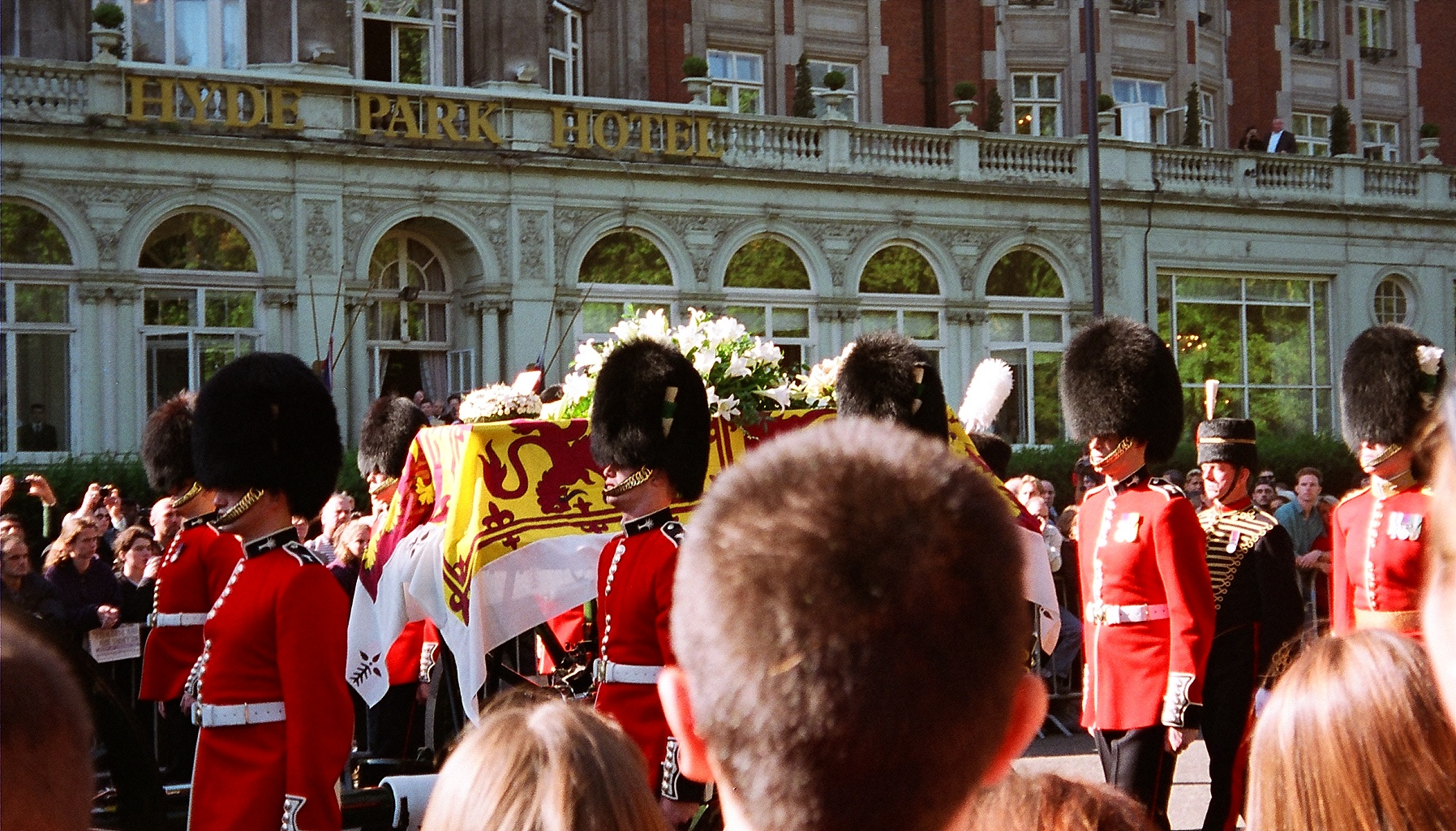
Dianas Sarg auf seinem Weg zur Westminster Abbey

Das Begräbnis Dianas war kein offizielles Staatsbegräbnis, sondern eine Trauerfeier nach königlichem Zeremoniell, das einen traditionellen Trauerzug und einen Gottesdienst der anglikanischen Begräbnisliturgie folgend beinhaltete. Die Tore des Kensington und Buckingham Palace waren aufwändig mit Blumen geschmückt. Zwölf Mitglieder der Welsh Guards begleiteten Dianas Sarg auf dem Weg durch Londons Straßen. Der Sarg war mit der mit einer Hermelinbordüre versehenen Royal Standard bedeckt und mit drei aus weißen Blumen bestehenden Trauerkränzen von ihrem Bruder, Earl Spencer, und Dianas Söhnen Prince William und Prince Harry geschmückt. Am St. James's Palace schlossen sich Prince Philip, Charles, der Prince of Wales, ihre Söhne und ihr Bruder dem Trauerzug an. Dahinter folgten fünfhundert Vertreter von verschiedenen Wohltätigkeitsorganisationen, für die sich Diana engagiert hatte; unter ihnen war der Schauspieler Andrew Lincoln, in seiner Funktion als Vertreter der Royal Academy of Dramatic Art, von der die Prinzessin eine Schirmherrin war. Der Sarg passierte den Buckingham Palace, vor dem Mitglieder der königlichen Familie warteten. Königin Elisabeth II. verneigte sich, als der Sarg vorbeigetragen wurde. Mehr als eine Million Menschen säumten die Straßen von London, und Blumen von Zuschauern regneten auf den Trauerzug herab.

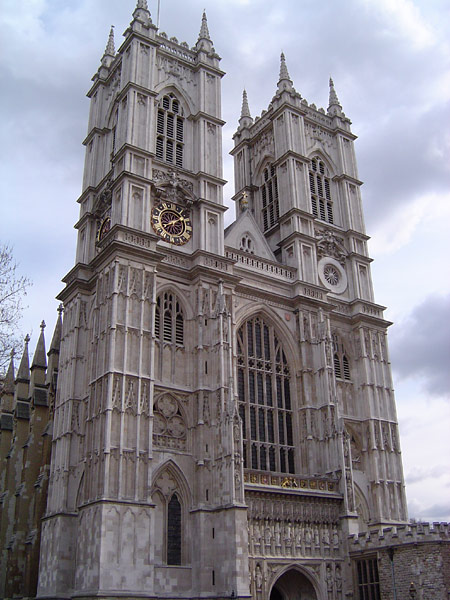
Das Westportal der Westminster Abbey, dem Ort der Trauerfeier

Die Zeremonie in der Westminster Abbey begann um 11:00 BST und dauerte eine Stunde und zehn Minuten. Die königliche Familie legte in der Anwesenheit der früheren britischen Premierminister Margaret Thatcher, James Callaghan und Edward Heath Trauerkränze an Dianas Sarg nieder. Unter den Gästen waren Cliff Richard, Hillary Clinton, Henry Kissinger, William J. Crowe, Bernadette Chirac, Nūr von Jordanien, Tom Hanks, Steven Spielberg, Elton John, George Michael, Chris de Burgh, Michael Barrymore, Mariah Carey, Richard Branson, Luciano Pavarotti, Tom Cruise und Nicole Kidman. Premierminister Tony Blair las ein Exzerpt aus dem 1. Brief des Paulus an die Korinther: „Nun aber bleiben Glaube, Hoffnung, Liebe, diese drei; aber die Liebe ist die größte unter ihnen.“ Unter den Eingeladenen waren auch Juan Carlos I., Margriet von Oranien-Nassau, Konstantin II., Naruhito mit Masako, und Nelson Mandela.
Auch der Erzbischof von Canterbury George Carey und der Dekan von Westminster Wesley Carr nahmen an dem anglikanischen Gottesdienst, der mit dem traditionellen Singen von God Save the Queen eröffnet wurde, teil. Es wurden Stücke von Johann Sebastian Bach (BWV 546), Antonín Dvořák, Camille Saint-Saëns, Gustav Holst und anderer Komponisten gespielt.
Während des Gottesdienstes sang Elton John das zu Goodbye, England's Rose umgetextete Lied Candle in the Wind, das von seinem Liedtexter Bernie Taupin in Gedenken an Diana umgeschrieben worden war.
Dianas Bruder Charles hielt eine Trauerrede, in der er die königliche Familie und die Presse für deren Umgang mit seiner Schwester tadelte.
Beim Auszug des Sarges aus der Kirche sang der Westminster Abbey Chor unter der Leitung von Martin Neary den Song for Athene des britischen Komponisten John Tavener mit einem Text der orthodoxen Nonne Mother Thekla; das Stück entstammt der orthodoxen Liturgie und Shakespeares Hamlet. Auf vielfache Bitten hin wurde am Sonntag, dem 7. September, ein zusätzlicher Gottesdienst für Diana in der Westminster Abbey abgehalten.

## Beisetzung
Die Beisetzung fand am selben Tag im privaten Rahmen statt. Dianas ehemaliger Ehemann, die beiden Söhne, ihre Mutter, Dianas Geschwister, ihre beste Freundin und ein Geistlicher waren zugegen.
Diana trug ein schwarzes, langärmliges Kleid der Modedesignerin Catherine Walker, das sie einige Wochen zuvor ausgesucht hatte. In ihre Hände hatte man einen Rosenkranz, ein Geschenk Mutter Teresas, die einen Tag vor Dianas Bestattung gestorben war, und ein Bild ihrer Söhne Harry und William gelegt. Das Grab befindet sich auf einer kleinen Insel auf dem Anwesen von Althorp Park, seit Jahrzehnten Stammsitz der Familie Spencer. Der Bischof von Peterborough hatte den Boden zuvor geweiht. Das 2. Bataillon The Princess of Wales's Royal Regiment trug den Sarg der Prinzessin zu ihrem Grab; Diana war von 1992 bis 1996 Colonel-in-Chief des Regiments gewesen. Vor der Beisetzung wurde der Royal Standard mit dem Einverständnis Prince Charles’, Williams und Harrys durch die Fahne der Familie Spencer ersetzt.

Diana-Gedenkstätte in Althorp auf dem Familiensitz der Spencers
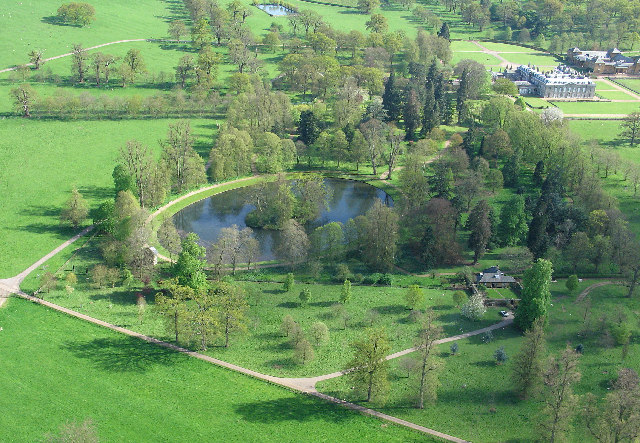
Luftbildaufnahme von Althorp. Diana liegt auf der Insel begraben.
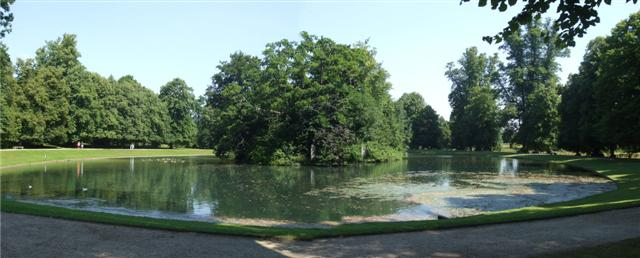
Auf dieser Insel (Mitte) wurde Lady Diana begraben.
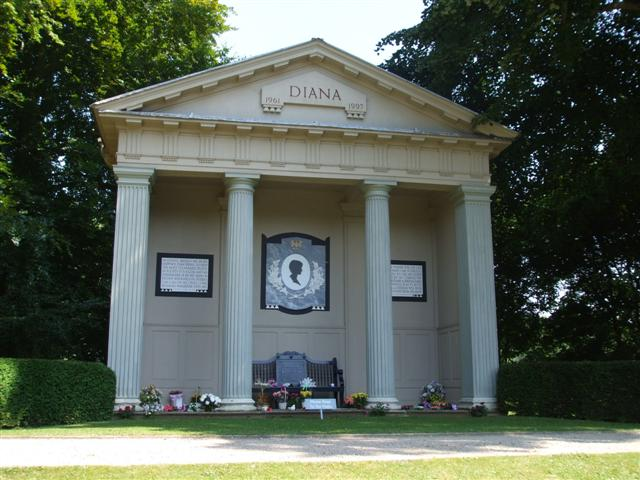
Die Diana-Gedenkstätte

Die Insel – zuweilen „Insel der Tränen“ genannt – befindet sich in einem künstlichen See, der als „Round Oval“ bekannt ist, in den Gärten des Althorp Parks. Zum See führt ein Pfad, der mit 36 Eichen gesäumt ist, die je eines der Lebensjahre Dianas symbolisieren. Vier Schwarzschwäne schwimmen im See, in dem es auch Wasserlilien, neben weißen Rosen Dianas Lieblingsblumen, gibt. Am südlichen Ufer steht die Gedenkstätte Dianas (Diana's Memorial), eins von zwei ehemaligen Sommerhäusern aus den Gärten des Admiralty House in London, das der 5. Earl Spencer gekauft hat, der 1892 der Erste Lord der Admiralität gewesen war. Das zweite Sommerhaus befindet sich in den Gärten des Buckingham Palace. Daneben gibt es ein altes Arboretum, das von der Familie gepflanzte Bäume enthält. Die Entscheidung der Familie Spencer, Diana an diesem abgeschiedenen und privaten Ort zu beerdigen, erlaubt ihnen auch Privatbesuche am Grab.
Ursprünglich hätte Diana in der Familiengruft der Spencers in der Dorfkirche Great Bringtons beerdigt werden sollen, aber Graf Spencer hatte Bedenken wegen der öffentlichen Sicherheit, weil möglicherweise ein Besucheransturm über Great Brington hereinbrechen könnte. Er entschied, dass Diana dort beigesetzt wird, wo man sich leicht um ihr Grab kümmern könne, und Privatsphäre für Besuche von William, Harry und anderen Angehörigen der Familie Spencer gewährleistet sei.